# استولاك
استولاك (بالبوسنية: Stolac)، هي مدينة وبلدية في البوسنة والهرسك، وتقع في الهرسك. إدارياً هي جزء من كانتون الهرسك-نيريتفا في اتحاد البوسنة والهرسك.

## خصائص السكان
| سنة الإحصاء | الإجمالي | البوشناق       | الكروات        | الصرب          | اليوغوسلاف  | آخرون       |
| ----------- | -------- | -------------- | -------------- | -------------- | ----------- | ----------- |
| 1971        | 19,230   | 7,113 (36.98%) | 7,041 (36.61%) | 4,900 (25.48%) | 63 (0.32%)  | 113 (0.58%) |
| 1981        | 18,910   | 7,359 (38.91%) | 6,410 (33.89%) | 4,332 (22.90%) | 675 (3.56%) | 134 (0.70%) |
| 1991        | 18,681   | 8,101 (43.36%) | 6,188 (33.12%) | 3,917 (20.96%) | 307 (1.64%) | 168 (0.89%) |

## أعلام
- سلافكو جولوجا
- محمد باسيك
- ماك ديزدار
- أحمد باشا الجزار

## وصلات خارجية
- بوابة البوسنة والهرسك باللغة العربية
- الموقع الرسمي
- stolac.org
- visitstolac.com